# Атомизм
Атоми́зм — натурфилософская и физическая теория, согласно которой чувственно воспринимаемые (материальные) вещи состоят из химически неделимых частиц — атомов. Возникла в древнегреческой философии. Дальнейшее развитие получила в философии и науке Средних веков и Нового времени.
Термин атомизм употребляется в двух смыслах. В широком смысле атомизмом называется любое учение об атомах, в узком — древнегреческая философская школа V—IV веков до н. э., учение которой является самой ранней исторической формой атомизма. В обоих случаях употребляется также термин атоми́стика. Термин атомисти́ческий материали́зм является более узким, так как некоторые сторонники учения об атомах считали атомы идеальными.

## Атомизм и континуум
Континуум (философия) — непрерывность, понятие древнегреческой философии. Принцип континуума противоположен принципу атомизма.

## История

### Индия
В индийской философии атомизм разрабатывался независимо от европейской философии. Атом, как элементарная частичка мироздания, рассматривался как в ортодоксальных индийских школах, таких как ньяя, вайшешика и миманса, так и в неортодоксальных (джайнизм, буддизм, адживика).

### Античная философия
Европейская атомистика возникла в Древней Греции.
Атомизм был создан представителями досократического периода развития древнегреческой философии Левкиппом и его учеником Демокритом Абдерским. Согласно их учению, существуют только атомы и пустота. Атомы — мельчайшие неделимые, невозникающие и неисчезающие, качественно однородные, непроницаемые (не содержащие в себе пустоты) сущности (частицы), обладающие определённой формой. Атомы бесчисленны, так как пустота бесконечна. Форма атомов бесконечно разнообразна. Атомы являются первоначалом всего сущего, всех чувственных вещей, свойства которых определяются формой составляющих их атомов.
Демокрит предложил продуманный вариант механистического объяснения мира: целое у него представляет собой сумму частей, а беспорядочное движение атомов, их случайные столкновения оказываются причиной всего сущего. В атомизме отвергается положение элеатов о неподвижности бытия, поскольку это положение не дает возможности объяснить движение и изменение, происходящее в чувственном мире. Стремясь найти причину движения, Демокрит «раздробляет» единое бытие Парменида на множество отдельных «бытий»-атомов, мысля их как материальные, телесные частицы.
Противники атомизма Демокрита утверждали, что материя делится до бесконечности.
Сторонником атомизма был Платон, который считал, что атомы имеют форму идеальных Платоновских тел (правильных многогранников).
Эпикур, основатель эпикуреизма, воспринял от атомистов учение об атомах. Мысль об атомистическом строении мира развивается Эпикуром в письмах к Геродоту и Пифоклу.
В поэме древнеримского эпикурейца Лукреция «О природе вещей» атомы характеризуются как телесные («тельца» — корпускулы) и состоящие из материи.

### Исламская философия
Атомистическую мысль ашаритов, развитую из учений древнегреческих и индийских мыслителей для защиты всемогущества Бога и своей концепции, характеризовало двойственное отношение к материи (атому), её неделимости и делимости.
Неделимость атома заключалась в необходимом вмешательстве трансцендентного принципа, который придаёт ему детерминацию, спецификацию и количественные характеристики, отсюда идея о Боге как творце становится основательно-очевидной.
Делимость обуславливалась возможностью и детерминацией причины, вследствие чего существование трансцендентного принципа на этом себя исчерпывало.

### Средневековье
Во времена Римской Империи и в Средние века философия Аристотеля почти полностью вытеснила атомизм из круга живых учений, он попадал в поле зрения лишь в связи с комментариями к критике этого учения Аристотелем. Во II веке римский учёный Гален в своих комментариях к Аристотелю много полемизировал с греческими атомистами, особенно с Эпикуром. Согласно историку атомизма Джошуа Грегори, со времён Галена не существует ни одной значительной работы по атомизму вплоть до воскрешения этого учения Гассенди и Декартом в XVII веке. Грегори писал:

Всё время, прошедшее между этими двумя «новыми натуралистами» и античными атомистами, атом «находился в изгнании». Всеми признано, что Средневековье практически отказалось от атомизма, и чуть не потеряло его.

Однако, хотя труды атомистов были в общем недоступны, средневековые схоласты имели достаточно подробный обзор атомизма Аристотелем, и в средневековых университетах встречается и атомизм. К примеру, в XIV веке Николай из Отрекура учил, что время, пространство и материя состоят из неделимых мгновений-точек и что всё в мире возникает и исчезает от перемены их отношений. По близости подобного взгляда к учению Аль-Газали можно предположить знакомство отрекурца с его трудами, возможно, через Аверроэса.
Сторонниками атомизма в средневековье были также европейский схоласт Гильом из Конша и персидский философ Ар-Рази.

### Возрождение и Новое время
Сторонники атомизма в XVI-XVII веках: 
- Джордано Бруно,
- Галилео Галилей,
- Исаак Бекман,
- Пьер Гассенди,
- Зеннерт, Даниил,
- Бассо, Себастьян,
- Хилл, Николас,
- Гоббс, Томас

и другие.
Руджер Иосип Бошкович (1711—1787) создал оригинальную атомистическую теорию (атом как центр силы), оказавшую большое влияние на развитие физики, в частности, на формирование у Фарадея концепции физического поля. Он одним из первых в континентальной Европе принял теорию всемирного тяготения Ньютона и предложил вариант динамического синтеза теории Ньютона со взглядами Лейбница. Согласно Бошковичу, материя состоит из не обладающих протяженностью атомов-точек, являющихся центрами сил, подчиненных универсальному закону. На малых расстояниях между атомами эти силы действуют как отталкивающие, не позволяя атомам совпасть (поэтому материальные тела обладают протяженностью). На больших расстояниях эти силы описываются законом всемирного тяготения Ньютона. В промежуточной области силы могут быть как отталкивающими, так и притягивающими, меняя своё направление несколько раз по мере изменения расстояния между атомами. В соответствии с различным характером изменения силы в зависимости от расстояния, Бошкович смог количественно и качественно объяснить такие свойства материи, как твёрдость, плотность, капиллярность, тяжесть, сцепление, химические взаимодействия, оптические явления. Теория Бошковича не была понята и принята его современниками. Спустя сто лет она оказала влияние на учение Фарадея о силовых полях.
В 1808 году Джон Дальтон возродил атомизм и писал:

Атомы — химические элементы, которые нельзя создать заново, разделить на более мелкие частицы, уничтожить путём каких-либо химических превращений. Любая химическая реакция просто изменяет порядок группировки атомов.

Под неделимыми атомами Дальтон понимал химические элементы.

### XX—XXI века
В конце XIX века стало известно, что химические атомы содержат более мелкие элементарные частицы и таким образом «атомами» в демокритовском смысле не являются. Тем не менее, термин используется и теперь в современной химии, физике, философии и культуре несмотря на несоответствие его этимологии современным представлениям о строении атома.
В современной физике вопрос об атомизме является открытым. Некоторые физики отрицают атомизм, например, Эрнст Мах.

#### Атомизм и корпускулярно-волновой дуализм
В соответствии с концепцией корпускулярно-волнового дуализма в микромире частицы обладают не только корпускулярными, но и волновыми свойствами, что доказано опытами: опыт Дэвиссона — Джермера по дифракции электронов 1927 года, Дифракция электронов, Дифракция нейтронов.

Можно сказать, что для атомного объекта существует потенциальная возможность проявлять себя, в зависимости от внешних условий, либо как волна, либо как частица, либо промежуточным образом. Именно в этой потенциальной возможности различных проявлений свойств, присущих микрообъекту, и состоит дуализм волна — частица. Всякое иное, более буквальное, понимание этого дуализма в виде какой-нибудь модели неправильно.

#### Атомизм и энергетизм
Основатели энергетизма Роберт Майер (1814—1878) и Вильгельм Оствальд сводили всё происходящее к энергии. У энергетизма имеются как сторонники, так и противники.